# Mark van Rijswijk
Mark van Rijswijk (Runnymede,  30 augustus 1979) is een Nederlands sportverslaggever en voetbalcommentator bij ESPN.

## Biografie
Omdat zijn vader in dienst was van het internationale olieconcern Shell, werd Van Rijswijk buiten de landsgrenzen geboren. Vervolgens verhuisde het gezin naar Oman en op vijfjarige leeftijd komt hij in Assen te wonen. Zijn middelbareschooltijd bracht hij door in Den Haag en (een jaar) in Oegstgeest. Van Rijswijk studeerde Journalistiek en Rechten aan de Rijksuniversiteit Groningen. In deze stad werkte hij ook voor de lokale omroep, OOG Radio, waar hij wedstrijden van FC Groningen versloeg.
Via verschillende contracten bij RTL 5 kwam hij in 2006 terecht bij Talpa waar hij commentaar gaf bij De Wedstrijden. Later ging hij naar RTL Voetbal. Vanaf de zomer van 2008 werkt hij voor ESPN (voorheen Eredivisie Live en Fox Sports).
In 2006 versloeg Van Rijswijk de EK-finale onder 21 in Portugal. Hij deed verslag voor bijna vier miljoen kijkers in de wedstrijd Jong Oranje het eindtoernooi won. Ook bij de tweede Europese titel van Jong Oranje in 2007 versloeg hij de finale.